# Radigojno
Radigojno (cyr. Радигојно) – wieś w Czarnogórze, w gminie Kolašin. W 2011 roku liczyła 124 mieszkańców.